# 鎔笵

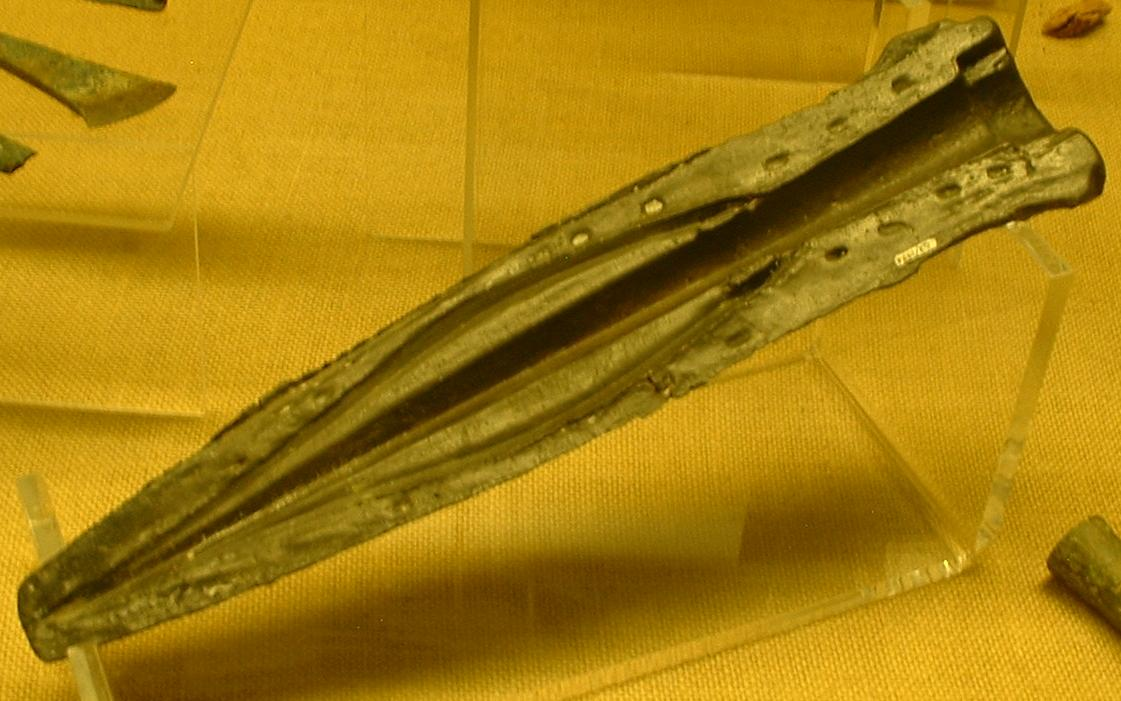

鎔笵（ようはん）とは、鋳型（いがた）とも呼ばれ、青銅器や鉄器を鋳造するために鎔けた金属を流し込む型のこと。

## 概要
鎔笵には鎔笵そのものの材質や型数、製品の製造方法などによって分類される。
鋳型造型技術には古代から石型や粘土型が用いられた。その方法には原型なしに直接鋳型を造る惣型法と、木、土、金属、石膏、漆喰、蝋などで原型を製作してそれをもとに鋳型を造る原型法がある。
日本では上古の時代の銅鉾や銅剣が水成岩や砂岩で作られた鋳型に直接流し込む方法で造られた（惣型鋳物）。当初は両面2つの外型を組み合わせた形状のものが用いられたが、後に銅鐸や容器を鋳造するために内型と外型を組み合わせその隙間に金属を流し込む「中子（なかご）法」も用いられた。
仏教伝来後に鋳物技術も高度化し、和同開珎などには惣型法が用いられたが、7世紀の金銅仏の多くは木型を用いた原型法で製作された。